# Brankovina
Brankovina (cyr. Бранковина) – wieś w Serbii, w okręgu kolubarskim, w mieście Valjevo. W 2011 roku liczyła 520 mieszkańców.